# Landepéreuse
Landepéreuse foi uma antiga comuna francesa na região administrativa da Normandia, no departamento de Eure. Estendia-se por uma área de 8,96 km². Em 2010 a comuna tinha 349 habitantes (densidade: 39 hab./km²).
Em 1 de janeiro de 2018, passou a formar parte da nova comuna de Mesnil-en-Ouche.